# 吉倉範光
吉倉 範光（よしくら のりみつ、1907年 - 1988年3月23日）は、日本の精神医学者。

## 経歴
東京出身。1933年東京慈恵会医科大学卒業、千葉医科大学講師、フランス留学、1947年「青年期「独創的危機」の精神病理学的研究」で慶応義塾大学医学博士。戦後は日本大学医学部教授。

## 著書
- 『精神医学の黎明 中世紀魔術思想の克服』白水社 1944
- 『小児臨床神経学入門』南山堂 1966

### 共著
- 『若き独創の危機』佐藤正義共著 白水社科学選書 1941
- 『青年の人格』佐藤正義共著 白水社科学選書 1942
- 『小児診療のポイント』馬場一雄,大国真彦共著 南山堂 1968
- 『図説小児の神経病』吉野良寿共著 金原出版 1973

### 翻訳
- ジルベール・ロバン『異常児 その鑑別と保導』白水社 1940
- ワトソン『科学と洞察』三省堂 1942
- モーリス・ドベス『青年期』白水社文庫クセジュ 1951
- ジルベール・ロバン『むつかしい子の教育』白水社文庫クセジュ 1951
- ポール・ショシャール『精神身体医学』白水社文庫クセジュ 1956
- ショシャール『言語と思考』白水社文庫クセジュ 1957
- ショシャール『動物の社会・人間の社会』白水社文庫クセジュ 1957
- ジャン・ドレ『ジイドの青春』全3巻 芸術家の病誌シリーズ 尾崎和郎共訳 みすず書房 1959-60
- シャルル・ブロンデル『プルースト』藤井春吉共訳 みすず書房 1959
- フランソワ・クルーチェ『心の健康 精神衛生』白水社 1967
- ジルベール・ロバン『異常児の教育』白水社文庫クセジュ 1970
- ディディエ・デュシェ『子どもの精神医学』白水社文庫クセジュ 1975